# Паздрій Богдан
Богдан Паздрій (8 лютого 1904, с. Нове Село, нині Тернопільського району Тернопільської області — 20 березня 1975, м. Філадельфія, США) — український актор, режисер.

## Життєпис
Працював у західноукраїнських театрах:
- Івана Когутяка (1927—1928),
- товариства «Просвіти» (1928),
- Театрі ім. І. Тобілевича в Станиславові (1929—1933) під режисурою Миколи Бенцаля,
- у «Заграві» режисера Володимира Блавацького,
- Театрі ім. І. Котляревського (1928—1939),
- Львівському державному драматичному ім. Лесі Українки (1939—1941),
- Львівському театрі опери і драми (1941—1944 під мистецьким керівництвом режисерів Володимира Блавацького, Йосипа Гірняка, Йосипа Стадника),
- в «Ансамблі українських акторів».

Від 1950 — у США; актор і режисер колективу «Театр у п'ятницю» (м. Філадельфія). Зіграв у 30 оперетах, більш як 100 драмах і комедіях.
Помер 1975 року у Філадельфії.

## Доробок

### Ролі
- Степан («Маруся Богуславка» Старицького),
- Потап («Ой не ходи, Грицю» Старицького),
- Капітан («Казка з Льолею» Косача (1938),
- Аркадій («Платон Кречет» Корнійчука),
- Король («Гамлет» Шекспіра),
- Тарас і Кум («Мина Мазайло» і «Народний Малахій» Куліша).

### Вистави
- «Лицарі ночі» Лужницького (1937),
- «Тополя» інсценізація Лужницького за Т. Шевченком (1938),
- «Земля» за В. Стефаником (1941),
- «Мужчина з минулим» Арнольда і Баха (1942),
- «Схоплення Сабінок» братів Шонтанів (1941),
- «Украдене щастя» І. Франка (1945) та інші.

### У кіно
1970 керівник зйомками кінофільму «Ніколи не забуду» (Канадсько-українська фільм. студія) і зіграв у ньому. Сценарій до фільму написав Степан Любомирський.